# По границите на Далечния запад
„По границите на Далечния запад“ (на италиански: Sulle frontiere del Far-West) е роман на италианския писател Емилио Салгари, издаден през 1908 г.; първа част от неговата трилогия за Дивия Запад.

## Сюжет
Средата на XIX. Американското правителство воюва със съюз, направен между сиуксите, шайените и арапахите. Ветеранът полковник Девандел намира убежище със своите хора в Ларамските планини. На „Прохода на смъртта“ той залавя индиански пратеник и невръстната Минехаха, от които разбира, че двете му деца са застрашени от принцесата на сиуксите Яла. Преди време полковникът насила е бил оженен за индианката, но избягал заради жестокостта си. Малко преди смъртта на Девандел, по време на внезапно нападение от сиуксите, съветникът Джон Максим, траперите Джордж и Хари и пленничката Минехаха тръгват да предпазят децата на полковника от отмъстителната принцеса. По пътя, в една гора, доброволците спасяват живота на мистериозен златотърсач, нападнат от кръвожадна мечка, и взимат странника с тях. Групата, преследвана от вълци, се укрива в порутен параклис, наречен „Мисията на клането“, разрушен от набезите на садистични мексикански бандити. Мъжете прекарва нощта, бранейки се от зверовете. Улисани от борбата те не чуват разговора между Минехаха и златотърсача, в който се разкрива че странникът е Червен облак – бащата на индианката. Сутринта авантюристите потеглят за прерията. Там те се натъкват на пощенската кола на Сейнт Луис, нападната от червенокожи. Сред убитите е и пощальона Пат, който е имал вражда с известния индиански вожд Тари-а-ла.

## Персонажи
- Джон Максим – съветник на полковник Девандел по индианските въпроси. Притежава херкулесова фигура, почти великан, и изключителна сила.
- Яла – индианска принцеса, дъщеря на вожда на сиуксите Моха-ти-Асах, известна като най-красивата червенокожа в Далечния Запад. Неин първи съпруг е Давендел, който я спечелва след като успява да улови голям бял кон. Бледоликият напуска жена си, поради нейния изключително жесток характер. От връзката им се ражда метиса Нощна птица. Втори съпруг на Яла е вожда Червен облак, от който има дъщеря Минехаха.
- Хари – двадесетгодишен трапер, служещ като войник в полка на Девандел. Брат на Джордж. Красиво мургаво момче с горящ орлов поглед. Има по-голям брат Хари, с когото си приличат като близнаци.
- Джордж – по-големият брат на Хари, също трапер, служещ в бойните редици на полковник Девандел.
- Минехаха – дванайсетгодишна индианка, спрягана за дъщеря на вожда на апахите Лява ръка. Всъщност момичето е дете на Червен облак и Яла, както и сестра на Нощна птица. Убива Девандел, като забива мечето си в гърба му по време на нападението на сиуксите над Прохода на смъртта.
- Червен облак – вожд на голямото племе Гарвани, оженва се за Яла след като Девандел я напуска. Дори смел войн като него се страхува от жестоката принцеса. Включва се като мним златотърсач в група на Джон Максим, за да провали спасителната им акция.
- Девандел – полковник, изпратен от американското правителство, начело на разузнавателен полк от 50 души да брани „Прохода на смъртта“ в Ларамските планини, от индианците. Смел войн, участвал във войната против Мексико и сражавал се по границите на Далечния запад. Преди това е бил трапер, хванат в плен от сиусите. Пленникът спасява живота си, като залавя легендарния бял кон Ред. Вожда на сиусите Моха-ти-Асах му дава за жена дъщеря си Яла, от която избягва. Връзката им дава три деца: метиса Нощна птица, Джордж и Мери. Девандел е убит в Лрамските планини от Минехаха.
- Нощна птица – метис, син от връзката между Яла и Девандел и по-голям брат на Минехаха. На възраст е между 16 и 17 години. Носи златен обръч, придържащ стрък орлово перо – отличителен белег на видните червенокожи. Храбър и хладнокръвен младеж. Нареден да бъде обесен от собствения си баща, който не знае че е негов син, след като е заловен със сестра си на Прохода на смъртта.
- Лява ръка – вожд на сиукси.
- Моха-ти-Асах – вожд на апахите, който лъжливо е спряга за баща на Минехаха.
- Черен казан – другият вожд на апахите.

## Издания на бълг. ез.
- 1983, София, Издателство „Отечество“, Първи от три тома на Емилио Салгари (другите книги „Тайните на черната джунгла“ и „Последната битка на Сандокан“), твърди корици.[1]
- 1986, София, Издателство „Отечество“, Избрани книги за деца и юноши, меки корици.[2]
- 1987, София, Издателство „Отечество“, Първи от три тома на Емилио Салгари, меки корици.[3]
- 1991, Враца, Издателство „Будилник Детелина 6“, Част от сборника „Огнени гори“, под редакцията на Пелин Пелинов